# اینتا رادویچا
اینتا رادویچا (لتونیایی: Ineta Radēviča؛ زادهٔ ۱۳ ژوئیهٔ ۱۹۸۱) ورزشکار پرش طول اهل لتونی است.
وی در مسابقات کشوری و بین‌المللی در مجموع برندهٔ ۱ مدال طلا، ۱ مدال نقره، ۲ مدال برنز شده‌است.